# Trofeo EFE
Trofeo Efe är ett sportpris som årligen delas ut av den spanska nyhetsbyrån Efe. Priset går till den iberoamerikanska fotbollsspelare som har flest antal poäng under en säsong i spanska ligan.Priset har delats ut sedan säsongen 1990/1991.
Fernando Redondo fick ett specialpris säsongen 1999/2000 för årtiondets bästa iberoamerikanska fotbollsspelare.

## Trofeo Efe - Bästa iberoamerikanska fotbollsspelaren i spanska ligan
| Säsong  | Spelare                         | Klubb                        |
| ------- | ------------------------------- | ---------------------------- |
| 1990/91 | Rommel Fernández                | Tenerife                     |
| 1991/92 | José Zalazar                    | Albacete                     |
| 1992/93 | Iván Zamorano                   | Real Madrid                  |
| 1993–94 | Romário                         | Barcelona                    |
| 1994/95 | Iván Zamorano                   | Real Madrid                  |
| 1995/96 | Diego Simeone                   | Atlético Madrid              |
| 1996/97 | Ronaldo                         | Barcelona                    |
| 1997/98 | Roberto Carlos                  | Real Madrid                  |
| 1998/99 | Rivaldo                         | Barcelona                    |
| 1999/00 | Martín Herrera Fernando Redondo | Deportivo Alavés Real Madrid |
| 2000/01 | Roberto Acuña                   | Real Zaragoza                |
| 2001/02 | Javier Saviola                  | Barcelona                    |
| 2002/03 | Ronaldo                         | Real Madrid                  |
| 2003/04 | Ronaldinho                      | Barcelona                    |
| 2004/05 | Diego Forlán                    | Villarreal                   |
| 2005/06 | Pablo Aimar                     | Valencia                     |
| 2006–07 | Lionel Messi                    | Barcelona                    |
| 2007/08 | Sergio Agüero                   | Atlético Madrid              |
| 2008/09 | Lionel Messi                    | Barcelona                    |
| 2009/10 | Lionel Messi                    | Barcelona                    |
| 2010/11 | Lionel Messi                    | Barcelona                    |
| 2011/12 | Lionel Messi                    | Barcelona                    |
| 2012/13 | Cristiano Ronaldo               | Real Madrid                  |
| 2013/14 | Diego Costa                     | Atlético Madrid              |
| 2014/15 | Luis Suárez                     | Barcelona                    |
| 2015/16 | Keylor Navas                    | Real Madrid                  |
| 2016/17 | Real Madrid                     | Specialversion               |
| 2017/18 | Edinson Cavani                  | Paris Saint-Germain          |

## Liknande priser
- FIFA World Player of the Year
- Guldskon
- Samba d'or
- Ballon d'Or